# Уэверли (кладбище)
Уэверли (англ. Waverley Cemetery) — кладбище в восточном Сиднее.
Образовано кладбище было в 1877 году на вершине утёса в Бронте, сегодня — пригороде Сиднея. В настоящее время кладбище занимает территорию около 17 га. На территории некрополя расположено более 50 тысяч могил, а общее число захоронений оценивается в 86 тысяч. Кроме обычных захоронений, на кладбище есть мавзолеи, склепы и колумбарии.
Многие памятники и склепы кладбища выполнены в стиле эпох монархов Виктории и Эдуарда и являются местными достопримечательностями. Среди них — захоронения поэта Генри Лоусона и первого премьер-министра Австралии Эдмунда Бартона. Сам некрополь имеет II категорию исторических мест. С юга к кладбищу примыкает небольшая территория с захоронениями, произведёнными ещё до открытия самого Уэверли.
С момента открытия на кладбище не используется какая-либо техника. С 1904 года действует крематорий.